# David Mitchell (acteur)
David James Stuart Mitchell (Salisbury, 14 juli 1974) is een Engelse acteur en komiek. Hij vormt met Robert Webb het duo Mitchell & Webb. Hun serie Peep Show kreeg een BAFTA en ontving drie British Comedy Awards. Hun comedyserie That Mitchell and Webb Look werd beloond met een BAFTA Award in 2007. In 2009 ontving Mitchell een BAFTA voor Best Comedy Performance.
Behalve van de series en de film die het duo samen maakte, is Mitchell vooral bekend van panelspelletjes op televisie, zoals QI, Have I Got News for You, Mock the Week en Would I Lie to You?.

## Biografie

### Jeugd
Mitchell werd geboren als de zoon van Ian en Kathy Mitchell, die toen hotelmanager waren. In 1977 namen ze ontslag om voor hun zoontje te zorgen. Het gezin verhuisde naar Oxford, waar Mitchells ouders les gingen geven aan de Oxford Brookes Universiteit.
In een interview in 2006 vertelde Mitchell wat hij als kind wilde worden: een comedian/acteur of minister-president. Maar tegen zijn ouders zei hij dat hij advocaat wilde worden. Pas op de universiteit gaf hij aan andere mensen toe dat hij comedian wilde worden, toen hij anderen tegenkwam die dat ook wilden.
Op zijn private basisschool deed Mitchell mee aan toneelstukken, vooral omdat hij achter de schermen kon kaarten. Zijn rollen waren klein, totdat hij de rol van Konijn kreeg in Winnie de Poeh. Dit was de eerste keer dat hij zich ervan bewust was dat hij aan het optreden was, en dat was volgens hem nog fijner dan kaarten.
In 1993 ging hij studeren aan Peterhouse College van de Universiteit van Cambridge. Hij studeerde hier geschiedenis. Hier trad hij ook op met de befaamde toneelgroep Cambridge Footlights, waar eerder onder meer ook Emma Thompson, Stephen Fry en Hugh Laurie lid van waren. Hij werd "president" van de club. Hij ontmoette Robert Webb in zijn eerste jaar bij een auditie voor een pantomime (niet te verwarren met het genre dat wij pantomime noemen) van Assepoester.

### Privéleven
Mitchell was in 2007 getuige op de bruiloft van Robert Webb en Abigail Burdess. Hij is nog steeds geïnteresseerd in geschiedenis. In een interview met The Observer zegt hij dat hij zichzelf wel ziet werken voor de National Trust. In een interview in het praatprogramma Parkinson zei hij dat als hij terug kon gaan in de tijd, hij naar de bouwers van Stonehenge zou gaan om te vragen waarom ze de moeite namen. Hij speelt af en toe squash en tennis, en kijkt graag naar snooker. Mitchell zegt graag een roman te willen schrijven, maar dat hij geen inspiratie heeft.
Mitchell ontmoette de Engelse presentatrice Victoria Coren in 2007 op het jaarlijkse Halloween feest van Jonathan Ross. Ondanks dat Coren eerst een relatie begon met iemand anders, begonnen Coren en Mitchell in december 2010 een relatie. Ze trouwden op 17 november 2012 met Robert Webb als getuige. In mei 2015 is hun dochter, Barbara, geboren.

## Prijzen
Het werk van Mitchell & Webb werd beloond met diverse prijzen en nominaties voor prijzen. Peep Show won de British Comedy Award voor "Best TV comedy" in 2006 en het volgende jaar kreeg Mitchell zelf de prijs voor "Best Television Comedy Actor." Het won de prijs voor "Best TV Comedy" bij de South Bank Show Awards en kreeg in 2004 een Rose d'Or. In 2004 werd Peep Show genomineerd voor de BAFTA voor "Best Situation Comedy", en het duo werd samen genomineerd voor "Best Television Comedy Actor" bij de British Comedy Awards van 2006. In 2008 won Peep Show een BAFTA voor "Best Situation Comedy". Zelf ontving Mitchell in 2009 voor zijn acteerwerk in Peep Show een BAFTA voor "Best Comedy Performance", de categorie waarin hij in de twee voorafgaande jaren had verloren.
That Mitchell and Webb Look won in 2007 de BAFTA voor "Best Comedy Programme or Series". Ook kreeg het in 2006 twee nominaties voor British Comedy Awards in 2006: "Britain's Best New TV Comedy" en de "Highland Spring People's Choice".
Hun theatertour The Two Faces of Mitchell and Webb werd genomineerd voor de British Comedy Award voor "Best Stage Comedy" en de radioserie That Mitchell and Webb Sound won een Sony Silver Award.
In 2005 stond het duo op de negende plaats van een lijst met het grootste televisietalent in het Verenigd Koninkrijk en werden twaalfde in een lijst met machtigste mensen in televisiekomedie van de Radio Times.

## Filmografie
Hieronder volgt een lijst met films en televisieprogramma's waarin David Mitchell een rol speelde. De diverse spelprogramma's waarin hij meedeed, zijn niet genoemd.
- Gemeinsame Normdatei: 1030340986
- International Standard Name Identifier: 0000 0000 4737 7666
- Library of Congress Control Number: no2008180500
- MusicBrainz: e45df914-59c9-476f-8182-609aaae1ae2f
- Nationale Bibliotheek van Tsjechië: xx0318498
- Nederlandse Thesaurus van Auteursnamen: 334539714
- Système universitaire de documentation: 139871276
- Virtual International Authority File: 68760375
- WorldCat: E39PBJk4ChJfd77RBx7x9Gw3cP